# Kolo Touré
Pour les articles homonymes, voir Touré.
Kolo Habib Touré, né le 19 mars 1981 à Soukoura Bouaké en Côte d'Ivoire, est un footballeur international ivoirien qui évoluait au poste de défenseur central. Reconverti entraîneur, il est actuellement entraineur assistant à Manchester City auprès de Pep Guardiola

## Biographie

### Carrière de joueur

#### Formation à l'ASEC
Il atterrit au centre de formation de l’ASEC Abidjan en 1994. C’est à l’issue d’un match à huit, entre l’équipe de son quartier d’Adjamé, la banlieue abidjanaise, et l’académie Jean-Marc Guillou de l’ASEC que Kolo est repéré par les dirigeants de l’ASEC d’Abidjan, tout comme son ami Aruna Dindane.
Parmi ses camarades du centre de formation, il s’impose, au poste de défenseur central, alors qu’il avait commencé milieu de terrain. Il forme alors la charnière centrale avec Didier Zokora.
En 1999, Kolo Touré est de la première sortie officielle des « enfants » lors du fameux match ASEC d’Abidjan - Espérance de Tunis pour le compte de la Super Coupe d’Afrique. Du haut de ses 17 ans, il neutralise l’expérimenté attaquant nigérian Gabriel Okolosi.
En 2001, il fait un essai au Racing Club de Strasbourg Alsace et joue un match amical face au Koweït.
En 2002, il a été invité à rejoindre l'équipe nationale pour ses performances avec l'ASEC d'Abidjan.

#### Sept saisons avec les Gunners

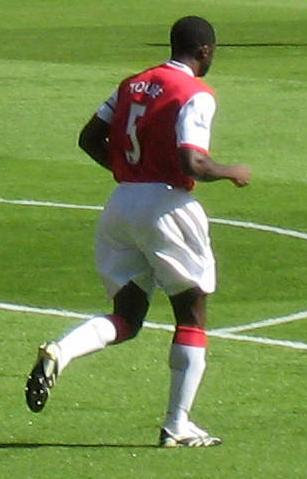
Touré, capitaine d'Arsenal.

Au bout de deux saisons à l’ASEC, Arsène Wenger, entraîneur d’Arsenal, le remarque. Il le recrute dès le premier essai à Londres. Le 14 février 2002, Kolo devient le premier joueur ivoirien à atterrir à Highbury. Il fait ses grands débuts contre Liverpool lors du Community Shield, le 11 août 2002.
Il s'impose dans la défense des Gunners dès sa première saison en 2002-2003 en jouant 26 matchs de championnat. Les saisons suivantes, il devient titulaire au sein du club londonien. Il participe régulièrement à la Ligue des champions avec Arsenal et est même à la finale en 2006.
Il devient en parallèle l'un des joueurs les plus importants de la sélection ivoirienne et contribue au bon parcours de la Côte d'Ivoire à la CAN 2006 où Les Éléphants atteignent la finale, perdue contre l'Égypte.

#### Manchester City

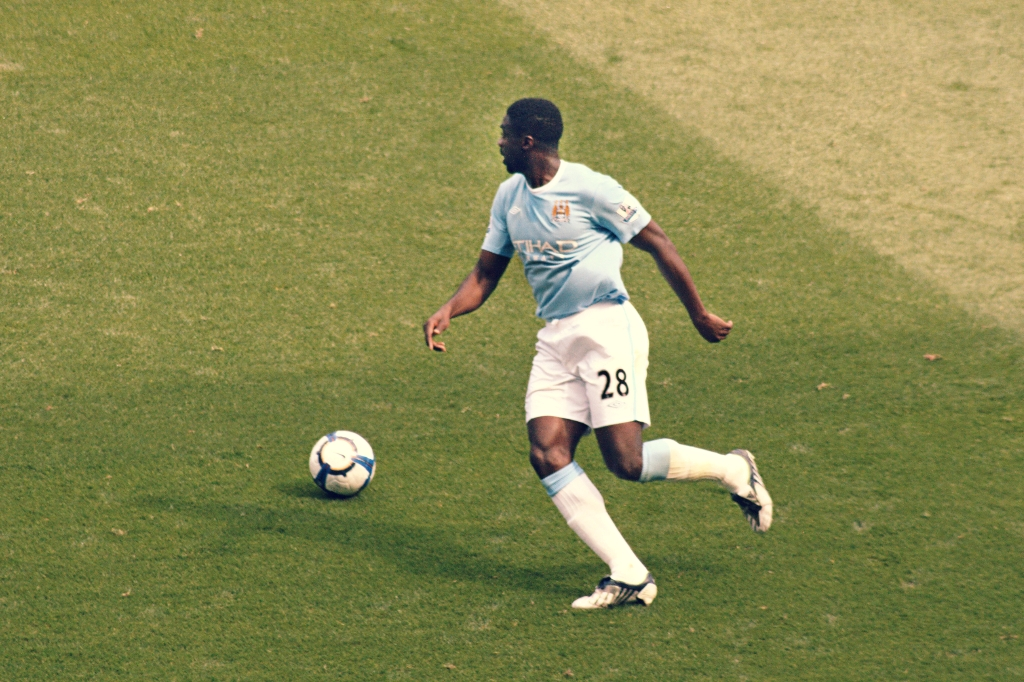
Touré jouant pour Manchester City en 2009.

Lors du mercato d'été 2009, Manchester City et Arsenal se mettent d'accord sur un transfert d'une indemnité qui avoisinerait les 14 M€. Il signe un contrat de quatre ans avec un salaire mensuel de 417 000 € soit 5 M€ par saison. Les raisons de son transfert ne sont pas sportives mais dues aux relations tendues avec William Gallas. Il est nommé capitaine de Manchester City pour son premier match. Kolo Touré inscrit son premier but sous ses nouvelles couleurs face à Fulham lors d'un match de Carling Cup. Il marque son premier but en championnat face à Burnley. Titulaire indiscutable, il joue aux côtés de Vincent Kompany en charnière centrale.
Lors de la saison 2010-2011, il retrouve son frère Yaya Touré, transféré du FC Barcelone. Roberto Mancini change de capitaine lors de cette nouvelle saison et nomme Carlos Tévez. Le 3 mars 2011, Kolo Touré est suspendu par Manchester City après avoir été déclaré positif lors d'un contrôle antidopage organisé par la fédération anglaise. Le nom de la substance n'est pas révélé, mais les Citizens suspendent leur défenseur le temps que l'affaire suive son cours.
Bien qu'il ne soit plus considéré comme un titulaire, Touré joue quelques matchs lors de la saison 2011-2012 et participe au sacre de son équipe en championnat, Manchester City remportant le titre de champion d'Angleterre pour la troisième fois de son histoire, le premier depuis 44 ans,.
Il est souvent le troisième choix en défense central des citizens derrière la charnière Vincent Kompany et Matija Nastasić. Le 30 juin 2013, à l'issue de son contrat, il est laissé libre par le club mancunien.

#### Liverpool

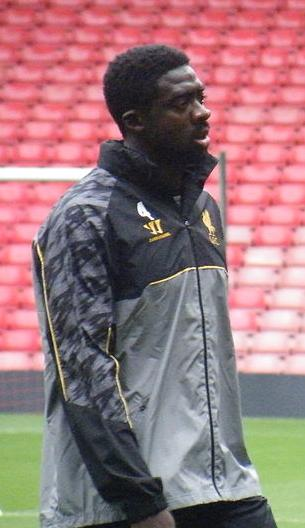
Touré avec Liverpool en 2013.

Le 2 juillet 2013, Kolo Touré signe à Liverpool. Kolo Touré était en fin de contrat avec Manchester City. 
Il joue son premier match pour les reds le 17 août 2013, lors de la première journée de la saison 2013-2014 de Premier League, face à Stoke City. Il est titularisé et son équipe s'impose par un but à zéro.
Kolo Touré marque son premier et unique but avec Liverpool le 14 février 2016, lors d'une rencontre de championnat face à Aston Villa. Titulaire, il participe à la victoire de son équipe par six buts à zéro.
Étant laissé à l'abandon à l'arrivée de Jürgen Klopp, Touré résilie son contrat avec Liverpool. Il y aura joué 71 matchs.

#### Fin de carrière au Celtic
À la fin du mercato de l'été 2016, Kolo rejoint le Celtic gratuitement, où il est capitaine. À la fin de la saison 2016-2017, il met un terme à sa carrière.

#### En sélection
Kolo Touré est d'abord convoqué une première fois en 2000 avant d'être sélectionné pour la première fois avec l'équipe nationale de Côte d'Ivoire en 2002. Au bout de quelques années, il en devint un membre important de l'équipe à l'aide des autres grands joueurs de la sélection comme son frère Yaya ou encore Didier Drogba.
Le 4 juin 2010, Kolo Touré inscrit son premier but en sélection lors d'un match amical face au Japon. Il est titularisé ce jour-là et son équipe s'impose par deux buts à zéro.
En 2012, la Côte d'Ivoire réalisa un parcours magnifique lors de la CAN mais l'équipe perdit en finale face à la Zambie entraînée par Hervé Renard. L'exercice de 2013 fut un échec 2013 pour la Côte d'Ivoire qui fut remportée par le Nigeria mais 2015 fut la réalisation de toutes les espérances car la Côte d'Ivoire l'emporta face au Ghana. À la suite de cela, Kolo prit donc sa retraite internationale officiellement le 15 février 2015.

### Carrière d'entraîneur
En 2017, la Fédération ivoirienne de football le contacta et il devint donc l'un des adjoints de l'équipe A.
Le 15 septembre 2017 il rejoint le staff technique du Celtic Glasgow en devenant assistant de l'entraîneur Brendan Rodgers. Il suit ce dernier dans le même rôle lorsque Rodgers rejoint Leicester City en février 2019.
Le 29 novembre 2022, il est nommé entraîneur du Wigan Athletic Football Club qui évolue en championnat d'Angleterre de football de deuxième division. Après 9 matchs sans la moindre victoire, il est limogé de son poste d’entraîneur de Wigan Athletic Football Club.
Au mois de juin 2025, l’ancien défenseur ivoirien Kolo Touré, légende de Manchester City, intègre temporairement le staff de Pep Guardiola à l’occasion de la prochaine Coupe du Monde des Clubs de l'édition 2025. Actuellement entraîneur des U18 du club, Touré impressionne par ses qualités de leadership et pourrait viser un rôle permanent à l’avenir.
Son retour intervient alors que trois membres du staff de Guardiola quittent le club, ce qui ouvre la voie à une nouvelle organisation. Aux côtés de Kolo Touré, le staff remanié comprend aussi Pep Lijnders, ancien adjoint de Klopp, et James French, spécialiste des coups de pied arrêtés. Le 15 juillet 2025, Fabrizio Romano, annonce sur son compte X (ex-twitter) "Kolo Touré a été nommé de manière permanente dans le staff de l'équipe première de Pep Guardiola, après un article exclusif en mai sur son arrivée imminente. Contrat signé aujourd'hui. "

## Palmarès

### Club
ASEC Abidjan
- Vainqueur de la Supercoupe de la CAF en 1999
- Champion de Côte d'Ivoire en 2000, 2001 et 2002

Arsenal FC
- Champion d'Angleterre en 2004
- Vainqueur de la Coupe d'Angleterre en 2003 et 2005
- Vainqueur du Community Shield en 2002 et 2004
- Finaliste de la Ligue des champions en 2006
- Finaliste de la Coupe de la Ligue anglaise en 2007

Manchester City
- Champion d'Angleterre en 2012
- Vainqueur de la Coupe d'Angleterre en 2011
- Finaliste du Community Shield en 2011

Liverpool FC
- Finaliste de la Ligue Europa en 2016

Celtic Glasgow
- Championnat d'Écosse en 2017.
- Vainqueur de la Coupe de la Ligue écossaise en 2017
- Vainqueur de la Coupe d'Écosse en 2017.

### Sélection nationale
- Finaliste de la Coupe d'Afrique des nations en 2006 et 2012
- Vainqueur de la Coupe d'Afrique des nations 2015

## Distinctions personnelles
- Superprix Sport-Ivoire 2006[17]

## Statistiques
| Saison                | Club                  | Championnat           | Championnat | Championnat | Coupe(s) nationale(s) | Coupe(s) nationale(s) | Supercoupe | Supercoupe | Compétition(s) continentale(s) | Compétition(s) continentale(s) | Compétition(s) continentale(s) | Côte d'Ivoire | Côte d'Ivoire | Total | Total |
| Saison                | Club                  | Division              | M.          | B.          | M.                    | B.                    | M.         | B.         | Comp.                          | M.                             | B.                             | M.            | B.            | M.    | B.    |
| 1999                  | ASEC Mimosas          | Ligue 1               | -           | -           | -                     | -                     | 1          | 0          | -                              | -                              | -                              | -             | -             | 1     | 0     |
| 2000                  | ASEC Mimosas          | Ligue 1               | -           | -           | -                     | -                     | -          | -          | -                              | -                              | -                              | -             | -             | 0     | 0     |
| 2001                  | ASEC Mimosas          | Ligue 1               | 14          | 3           | -                     | -                     | -          | -          | -                              | -                              | -                              | 9             | 0             | 23    | 3     |
| Sous-total            | Sous-total            | Sous-total            | 14          | 3           | -                     | -                     | 1          | 0          | -                              | -                              | -                              | 9             | 0             | 24    | 3     |
| 2002-2003             | Arsenal FC            | Premier League        | 26          | 2           | 6                     | 0                     | 1          | 0          | C1                             | 7                              | 0                              | 11            | 0             | 51    | 2     |
| 2003-2004             | Arsenal FC            | Premier League        | 37          | 1           | 7                     | 2                     | 1          | 0          | C1                             | 10                             | 0                              | 3             | 1             | 58    | 4     |
| 2004-2005             | Arsenal FC            | Premier League        | 35          | 0           | 6                     | 0                     | 1          | 0          | C1                             | 8                              | 1                              | 7             | 0             | 57    | 1     |
| 2005-2006             | Arsenal FC            | Premier League        | 33          | 0           | -                     | -                     | 1          | 0          | C1                             | 12                             | 1                              | 13            | 0             | 59    | 1     |
| 2006-2007             | Arsenal FC            | Premier League        | 35          | 3           | 8                     | 1                     | -          | -          | C1                             | 10                             | 0                              | 7             | 1             | 60    | 5     |
| 2007-2008             | Arsenal FC            | Premier League        | 30          | 2           | 2                     | 0                     | -          | -          | C1                             | 9                              | 0                              | 12            | 0             | 53    | 2     |
| 2008-2009             | Arsenal FC            | Premier League        | 29          | 1           | 3                     | 0                     | -          | -          | C1                             | 9                              | 0                              | 8             | 0             | 49    | 1     |
| Sous-total            | Sous-total            | Sous-total            | 225         | 9           | 32                    | 3                     | 4          | 0          | -                              | 65                             | 2                              | 61            | 2             | 387   | 16    |
| 2009-2010             | Manchester City       | Premier League        | 31          | 1           | 4                     | 1                     | -          | -          | -                              | -                              | -                              | 12            | 1             | 47    | 3     |
| 2010-2011             | Manchester City       | Premier League        | 22          | 1           | 2                     | 0                     | -          | -          | C3                             | 5                              | 0                              | 3             | 1             | 32    | 2     |
| 2011-2012             | Manchester City       | Premier League        | 14          | 0           | 3                     | 0                     | -          | -          | C1+C3                          | 1+2                            | 0                              | 13            | 2             | 33    | 2     |
| 2012-2013             | Manchester City       | Premier League        | 15          | 0           | 3                     | 0                     | -          | -          | -                              | -                              | -                              | 8             | 0             | 26    | 0     |
| Sous-total            | Sous-total            | Sous-total            | 82          | 2           | 12                    | 1                     | -          | -          | -                              | 8                              | 0                              | 36            | 4             | 138   | 7     |
| 2013-2014             | Liverpool FC          | Premier League        | 20          | 0           | 4                     | 0                     | -          | -          | -                              | -                              | -                              | 4             | 0             | 28    | 0     |
| 2014-2015             | Liverpool FC          | Premier League        | 11          | 0           | 6                     | 0                     | -          | -          | C1+C3                          | 2+1                            | 0                              | 10            | 1             | 30    | 1     |
| 2015-2016             | Liverpool FC          | Premier League        | 11          | 1           | 4                     | 0                     | -          | -          | C3                             | 5                              | 0                              | -             | -             | 20    | 1     |
| Sous-total            | Sous-total            | Sous-total            | 42          | 1           | 14                    | 0                     | -          | -          | -                              | 8                              | 0                              | 14            | 1             | 78    | 2     |
| Total sur la carrière | Total sur la carrière | Total sur la carrière | 353         | 15          | 58                    | 4                     | 5          | 0          | -                              | 81                             | 2                              | 120           | 7             | 617   | 28    |

## Vie familiale
Kolo Touré est le frère aîné de Yaya Touré, ancien footballeur passé notamment par le FC Barcelone et Manchester City, et d'Ibrahim Touré, également footballeur et décédé des suites d'un cancer en 2014.